# Dan O’Brien
Daniel "Dan" Dion O’Brien (ur. 18 lipca 1966 w Portland, w stanie Oregon) – amerykański lekkoatleta wieloboista, mistrz olimpijski i świata.
Zdobył złoty medal w dziesięcioboju na mistrzostwach świata w 1991 w Tokio. W 1991 ustanowił rekord świata w tej konkurencji wynikiem 8891 punktów (obecnie jest to siódmy wynik w historii światowej lekkoatletyki). Nie pojechał jednak na igrzyska olimpijskie w 1992 w Barcelonie, ponieważ podczas eliminacji amerykańskich nie zaliczył żadnej wysokości w skoku o tyczce. 
Zwyciężył na halowych mistrzostwach świata w 1993 w Toronto w siedmioboju (ustanowił wówczas halowy rekord świata wynikiem 6476 pkt, który został pobity dopiero w 2010), a następnie podczas mistrzostw świata w 1993 w Stuttgarcie obronił tytuł mistrzowski w dziesięcioboju. Trzeci kolejny złoty medal w tej konkurencji zdobył na mistrzostwach świata w 1995 w Göteborgu.
Zwyciężył w dziesięcioboju na igrzyskach olimpijskich w 1996 w Atlancie.
Był mistrzem Stanów Zjednoczonych w dziesięcioboju w 1991 i 1993-1996.